# Newhailes House

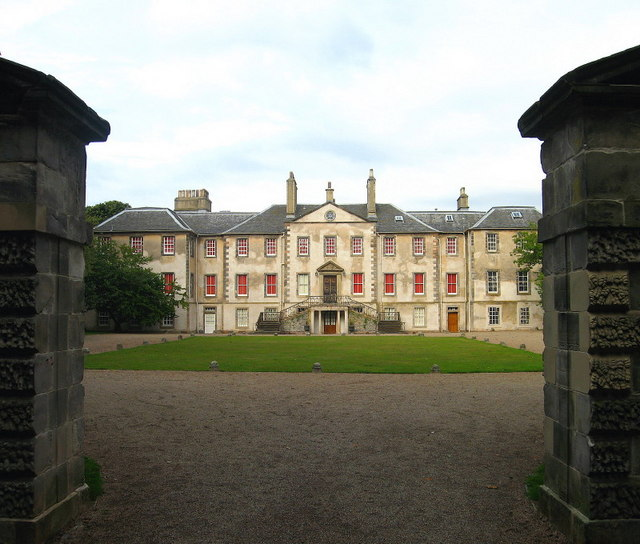
Newhailes House

Newhailes House, ehemals Whitehill, ist ein klassizistisches Herrenhaus am Westrand der schottischen Stadt Musselburgh in der Council Area East Lothian. 1971 wurde das Gebäude in die schottischen Denkmallisten in der höchsten Kategorie A aufgenommen. Des Weiteren sind die zugehörigen Stallungen separat als Kategorie-A-Bauwerk klassifiziert. Die umgebenden Parkanlagen sind im schottischen Register für Landschaftsgärten verzeichnet.

## Geschichte
Der schottische Architekt James Smith entwarf 1686 das Herrenhaus als eigenen Wohnsitz. Bereits 1701 verkaufte Smith das Anwesen an John Bellenden, 2. Lord Bellenden, der es 1709 an David Dalrymple, 1. Baronet weiterverkaufte. Dalrymple benannte die bis zu diesem Zeitpunkt Whitehill benannten Ländereien in Newhailes um. Der neue Name lehnt an Dalrymples Burg Hailes Castle an. Nach David Dalrymples Tod im Jahre 1721 beauftragte sein Erbe, James Dalrymple, 2. Baronet, William Adam mit der Überarbeitung und Erweiterung von Newhailes House. Diese Bauphase umfasste auch die Verlegung des Eingangsbereiches von der Nordost- an die Südwestseite sowie die Einrichtung eines Vorhofes. Bei dessen Gestaltung wurde Chiswick House in London als Vorlage genommen. Auch die Parks und Gärten wurden wahrscheinlich um diese Zeit angelegt. Nach einem Entwurf von John Craig wurde Newhailes House um 1790 überarbeitet. 1907 wurde es restauriert und modernisiert. In den 1980er Jahren stand das Herrenhaus leer. und wurde 1997 vom National Trust for Scotland übernommen,. der Newhailes House der Öffentlichkeit zugänglich machte. 2019 wurde Newhailes House von rund 65.000 Personen besucht. 2024 betrug die Besucherzahl etwa 304.000 Personen.

## Stallungen
Die Stallungen liegen rund 150 m südwestlich des Herrenhauses. Sie stammen aus dem Jahre 1792 und wurden nach einem Entwurf von John Craig erbaut. Das Mauerwerk besteht aus grauem Sandstein, der an den meisten Gebäudeteilen zu einem Schichtenmauerwerk verbaut wurde. Die zweistöckigen, länglichen Gebäude umschließen einen Innenhof vollständig. Die klassizistische, südostexponierte Frontseite ist neun Achsen weit. Mittig führt ein rundbögiger Torweg auf den Innenhof. Dorische Säulen flankieren die Einfahrt. Sie tragen einen Fries mit Dreiecksgiebel oberhalb des Rundbogens. Die Fenster entlang der Fassade sind bis auf wenige Ausnahmen blind. Die äußeren Achsen sind mit dorischen Pilastern und Gebälk gestaltet. Die weiteren Gebäudeabschnitte sind schlichter gehalten, stilistische Details, zum Beispiel dorische Pilaster, werden jedoch aufgegriffen. Das Mauerwerk ist teils mit Harl verputzt. Die Dächer sind mit grauem Schiefer eingedeckt.